# Ramzy Bedia
Ramzy Habib El Haq Bedia (Parigi, 10 marzo 1972) è un attore, sceneggiatore e regista francese di origine algerina.

## Filmografia parziale

### Attore
Cinema
- Le ciel, les oiseaux,... et ta mère!, regia di Djamel Bensalah (1999)
- Retroverso (Recto/Verso), regia di Jean-Marc Longval (1999)
- La tour Montparnasse infernale, regia di Charles Nemes (2001)
- Double zéro, regia di Gérard Pirès (2004)
- Les Dalton, regia di Philippe Haïm (2004)
- Il était une fois dans l'oued, regia di Djamel Bensalah (2005)
- Bled Number One, regia di Rabah Ameur-Zaïmeche (2006)
- Steak, regia di Quentin Dupieux (2007)
- Seuls Two, regia di Ramzy Bedia e Eric Judor (2008)
- Neuilly sa mère!, regia di Gabriel Julien-Laferrière (2009)
- Il concerto (Le concert), regia di Radu Mihaileanu (2009)
- Il reste du jambon?, regia di Anne Depétrini (2010)
- Halal police d'État, regia di Rachid Dhibou (2011)
- Au bistro du coin, regia di Charles Nemes (2011)
- Beur sur la ville, regia di Djamel Bensalah (2011)
- Vento contrario (Des vents contraires), regia di Jalil Lespert (2011)
- Les Kaïra, regia di Franck Gastambide (2012)
- Dream Team (Les seigneurs), regia di Olivier Dahan (2012)
- Vandal, regia di Hélier Cisterne (2013)
- Des lendemains qui chantent, regia di Nicolas Castro (2014)
- Vengo subito (Je suis à vous tout de suite), regia di Baya Kasmi (2015)
- Le nuove avventure di Aladino (Les nouvelles aventures d'Aladin), regia di Arthur Benzaquen (2015)
- Lolo - Giù le mani da mia madre (Lolo), regia di Julie Delpy (2015)
- Pattaya, regia di Franck Gastambide (2016)
- La tour 2 contrôle infernale, regia di Eric Judor (2016)
- Hibou, regia di Ramzy Bedia (2016)
- Chacun sa vie, regia di Claude Lelouch (2017)
- Une vie ailleurs, regia di Olivier Peyon (2017)
- Rattrapage, regia di Tristan Séguéla (2017)
- Coexister, regia di Fabrice Eboué (2017)
- Sposami, stupido! (Épouse-moi mon pote), regia di Tarek Boudali (2017)
- Le avventure di Spirou & Fantasio (Les aventures de Spirou et Fantasio), regia di Alexandre Coffre (2018)
- Taxxi 5 (Taxi 5), regia di Franck Gastambide (2018)
- Lola et ses frères, regia di Jean-Paul Rouve (2018)
- Alad'2, regia di Lionel Steketee (2018)
- Una classe per i ribelli (La lutte des classes), regia di Michel Leclerc (2019)
- Merveilles à Montfermeil, regia di Jeanne Balibar (2019)
- Terminal Sud, regia di Rabah Ameur-Zaïmeche (2019)
- Rendez-vous chez les Malawas, regia di James Huth (2019)
- Forte, regia di Katia Lewkowicz (2020)
- Proiettile vagante (Balle perdue), regia di Guillaume Pierret (2020)
- Semplicemente nero (Tout simplement noir), regia di John Wax e Jean-Pascal Zadi (2020)
- T'as pécho?, regia di Adeline Picault (2020)
- Les blagues de Toto, regia di Pascal Bourdiaux (2020)
- Brutus vs César, regia di Kheiron (2020)
- Zaï Zaï Zaï Zaï, regia di François Desagnat (2020)
- Fantasie (Les fantasmes), regia di David Foenkinos e Stéphane Foenkinos (2021)
- A letto con Sartre (Cette musique ne joue pour personne), regia di Samuel Benchetrit (2021)
- Hommes au bord de la crise de nerfs, regia di Audrey Dana (2022)
- Kung Fu Zohra, regia di Mabrouk El Mechri (2022)
- 'Sesso tossico' - Un successo catastrofico (Youssef Salem a du succès), regia di Baya Kasmi (2022)
- Asterix & Obelix - Il regno di mezzo (Astérix & Obélix : L'empire du milieu), regia di Guillaume Canet (2023)
- Medellin, regia di Franck Gastambide (2023)
- Sentinelle, regia di Hugo Benamozig e David Caviglioli (2023)

Televisione
- H - serie TV, 71 episodi (1998-2002)
- Platane - serie TV, 12 episodi (2011-2019)
- Or de lui - miniserie TV, 10 episodi (2021)
- Le Flambeau, les aventuriers de Chupacabra - serie TV, 3 episodi (2022)
- D'argent et de sang - miniserie TV, 12 episodi (2023-2024)

Videoclip musicali
- Salvation - The Cranberries (1996)

### Sceneggiatore
- La tour Montparnasse infernale (2001)
- Les Dalton (2004)
- Moot-Moot - serie TV, creatore (2007-2008)
- Il reste du jambon? - collaborazione (2010)
- Halal police d'État - scenario (2011)
- La tour 2 contrôle infernale - dialogo, sceneggiatura (2016)
- Hibou (2016)

### Regista
- Seuls Two (2008)
- Hibou (2016)

### Produttore
- Il reste du jambon? (2010)
- La tour 2 contrôle infernale (2016)